# Plavoglavi lori
Plavoglavi lori (zelenoleđi lori, lat. Trichoglossus haematodus) je vrsta austroazijskog papagaja iz porodice Psittaculidae.
Obitava u državama kao što su: Australija, Indonezija, Papua Nova Gvineja, Solomonski Otoci i Vanuatu. U Australiji obitava duž istočne obale Queenslanda od Južne Australije i Tasmanije na sjeverozapadu. Unešen je i na područje Novoga Zelanda i Hong Konga. 
Prirodni okoliš ove papige su: šume, priobalni travnjaci i prašume. Dijeli se u nekoliko podvrsta.
Plavoglavi lori je živih, šarenih boja. Perje ima gotovo sve dugine boje, a svaka podvrsta ima svoje kombinacije. Preteže jarko zelena boja, pogotovo na leđima, zbog čega ga zovu i zelenoleđi lori. Perje ima i nijanse jarkocrvene, ljubačaste, žute, narančaste i modre boje. 
Lori je velika šarena papiga. Njegova duljina je oko 25-30 cm, a raspon krila je oko 17 cm.
U Australiji, parovi se gnijezde od rujna do prosinca, često u vrhovima stabala eukaliptusa.

## Podvrste
- Podvrste
- T. h. deplanchii
- T. h. moluccanus
- T. h. rosenbergii
- T. h. haematodus